# Catenicella paradoxa
Catenicella paradoxa är en mossdjursart som beskrevs av Rosso 2009. Catenicella paradoxa ingår i släktet Catenicella och familjen Catenicellidae. Inga underarter finns listade i Catalogue of Life.